# Camarosporium aequivocum
Camarosporium aequivocum är en svampart som först beskrevs av Giovanni Passerini, och fick sitt nu gällande namn av Pier Andrea Saccardo 1884. Camarosporium aequivocum ingår i släktet Camarosporium, ordningen Botryosphaeriales, klassen Dothideomycetes, divisionen sporsäcksvampar och riket svampar.   Inga underarter finns listade i Catalogue of Life.